# David Pell
David Pell (né le 9 juin 1980 à Bendigo) est un coureur cycliste australien.

## Palmarès
- 2001
  - 2e étape du Tour de Canberra
  - 2e du Tour de Canberra
  - 3e de la Baw Baw Classic
  - 3e de la Grafton to Inverell Classic
- 2004
  - Classement général du De Bortoli Tour
  - 3e de la Melbourne to Warrnambool Classic
- 2005
  - 2e étape du Tour de Bright
  - 3e du championnat d'Australie de poursuite
- 2006
  - 2e de la Melbourne to Warrnambool Classic
- 2007
  - 5e étape du Tour de Wellington
  - Top End Tour :
    - Classement général
    - 1re et 3e étapes

  -  Médaillé d'argent au championnat d'Océanie du contre-la-montre
  -  Médaillé d'argent au championnat d'Océanie sur route
  - 3e du championnat d'Australie du contre-la-montre
- 2008
  - Vainqueur du National Road Series
  - Classement général du Tour des Grampians Sud
  - 3e étape de l'Australian Cycling Grand Prix
  - Grafton to Inverell Classic
  - 2e de la Baw Baw Classic
  - 3e du Tour de Wellington
  - 3e de la Melbourne to Warrnambool Classic
- 2009
  - 7e étape du Tour de Wellington
  -  Médaillé d'argent au championnat d'Océanie du contre-la-montre
- 2011
  -  Médaillé d'argent au championnat d'Océanie du contre-la-montre

## Classements mondiaux
| Année            | 2007 | 2008 | 2009 | 2010 | 2011 |
| ---------------- | ---- | ---- | ---- | ---- | ---- |
| UCI Asia Tour    |      | 295e |      | 156e |      |
| UCI Oceania Tour | 3e   | 8e   | 14e  | 23e  | 17e  |